# Skjálfandi

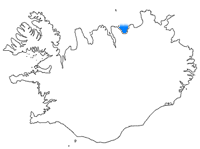
Locatie van Skjálfandi in IJsland

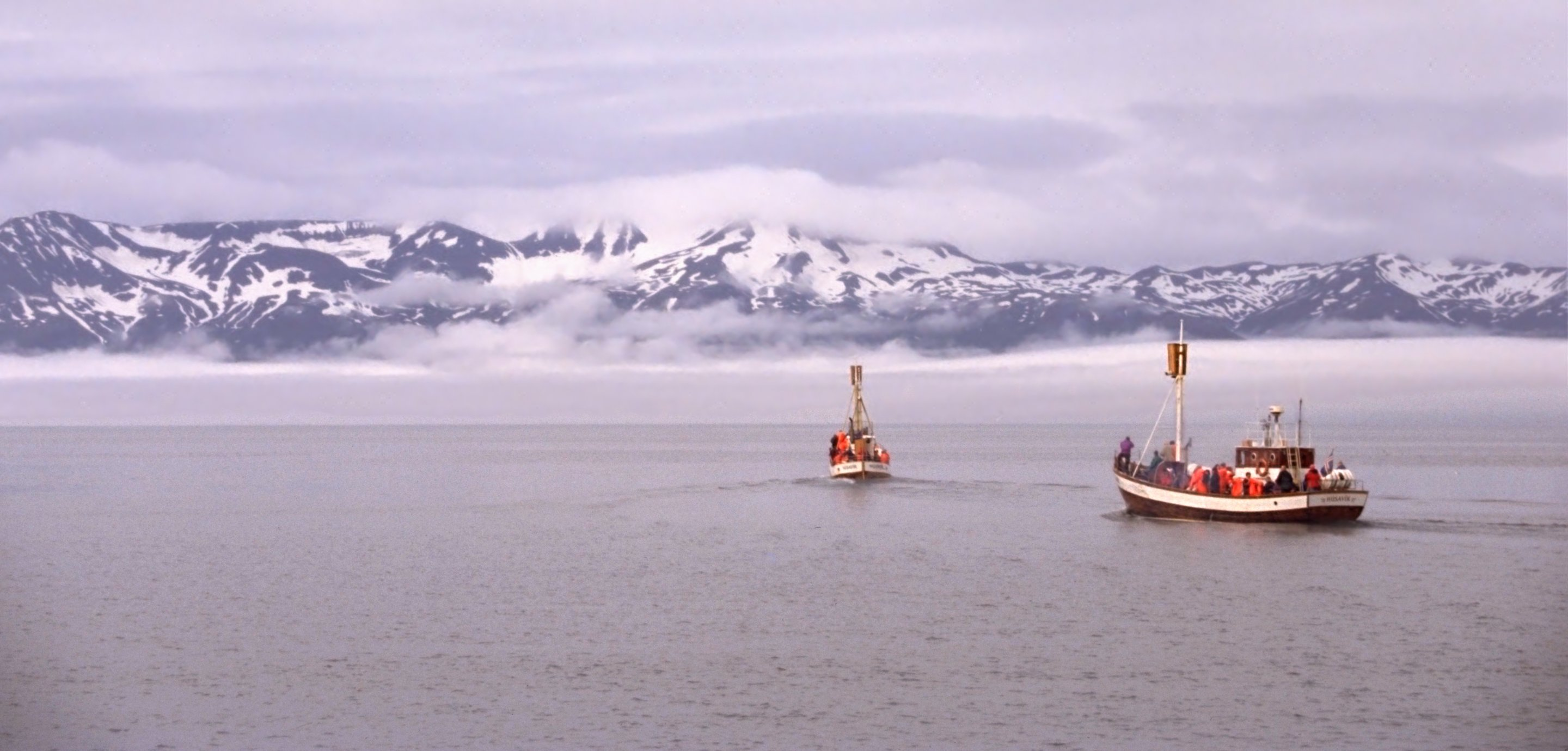
De Skjálfandi

Skjálfandi is een fjord in het noorden van IJsland, hoewel het geologisch gezien meer een baai is. Het woord Skjálfandi kan als schudden vertaald worden, wat weer verwijst naar de vele aardbevingen die in dat gebied voorkomen. De meeste daarvan, echter, zijn alleen maar met seismografische middelen te detecteren.
De baai is in vroegere ijstijden door gletsjers uitgeslepen. Er monden twee rivieren in de Skjálfandi uit: de gletsjerrivier Skjálfandafljót en de Laxá, een neerslagrivier. De Laxá is bekend om de grote hoeveelheden zalm die erin voorkomt (Lax betekent zalm).
De belangrijkste plaats aan de Skjálfandi is Húsavík, gelegen tegenover de fraaie, met eeuwige sneeuw bedekte Kinnarfjöll bergketen aan de overkant van de fjord. Zoals de meeste bergen op IJsland is ook deze bergketen van vulkanische origine.
De baai is voornamelijk bekend door de aanwezigheid van meerdere walvissoorten. Deze walvissen kunnen het best worden geobserveerd via boottripjes die vanuit Húsavík worden georganiseerd.
Garðar Svavarsson, een Zweedse Viking, was de eerste Europeaan die rond 860 vaste voet op IJsland zette. Hij kwam ongeveer bij het huidige Húsavík aan land, overwinterde daar en besloot daarop weer te vertrekken.
In de Skjálfandifjord liggen de eilandjes Flatey en het piepkleine Lundey.